# 梅德韋德卡河 (佳斯明河支流)
梅德韋德卡河（烏克蘭語：Медведка），是烏克蘭的河流，位於該國中部，屬於佳斯明河的右支流，發源自戈洛夫基夫卡，流經切爾卡瑟州，河道全長16公里。